# バルク品

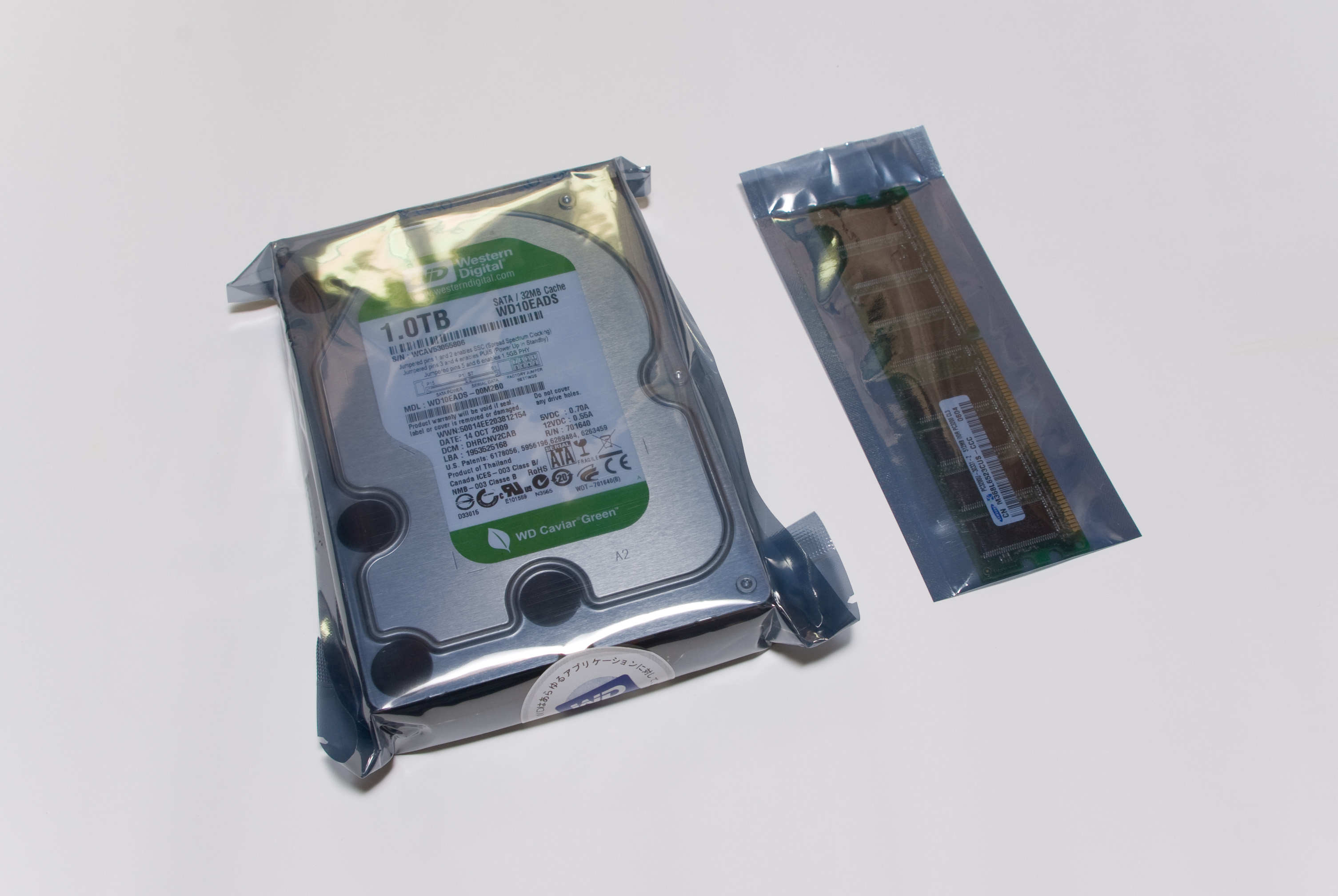
バルク品のハードディスクドライブとメモリ

バルク品 （bulk、ばら積み品）とは、製造者が生産財として流通した物を販売者が消費財として販売している物品のこと。コンピュータ（主にパソコン）の部品や周辺機器のうち、簡素な包装で販売されている品目を指す。トレイに乗せて販売されるものはトレイ品とも呼ぶこともある。ただし、コンピューター部品に限らず、ありとあらゆる商品でバルク品は出回っており、例えば、店頭でコーンに乗せて販売するために4リットルなどの容器で店舗向けに販売されるアイスクリームはバルク品である。
製造者が消費財として出荷している物は「リテール品」（retail、小売品、ボックス品、パッケージ品とも呼ばれる）。

## 定義
メーカーが「生産財」として出荷している物を小売りしている物の事。きれいな外装箱・丁寧なマニュアル・付加価値的な同梱品・メーカー保証などのサポートを省き、簡素な包装でリテール品よりも安価で販売されている品目を指す。
ただし、磁気ディスクドライブやCPU等一部の品目では、リテール品の省コスト化による梱包の簡素化などで外見上はバルク品と変わらない物も出てきており、その場合メーカーがエンドユーザー向けに出荷した正規品である場合をリテール品、OEM品や他の機器に組み込み販売する業者向けに出荷したものをバルク品と扱うのが一般的である。
なお、並行輸入品のような国内に代理店等の存在しない製品をショップが独自に輸入したものは、保証やサポートがバルク品と同じ扱いになることが多い。
2008年末から2009年にかけて、かんぽの宿施設売却問題が起きた際には、連日のようにメディアで「一括売却」の意味で「バルクセール」という言葉が用いられるとともにその語源が説明された。

## バルク品の流通経路
基本的なバルク品は、メーカー製PCを作っているパソコンメーカーが完成品への組み込みを目的としてパーツメーカーからバルク（OEM）で仕入れたパーツや、周辺機器メーカーが周辺機器への組み込みを目的としてパーツメーカーからバルク（OEM）で仕入れたパーツである。パソコンや周辺機器が需要予想ほど売れなかったなどの理由により、パソコンメーカーや周辺機器メーカーで過剰在庫になったパーツがパソコンショップの買取に持ち込まれ、それが店頭に並ぶという仕組みである。同様の理由でOEM供給元が過剰在庫になったパーツを流通させる場合もある。「リテール品として流通したが、箱や付属品を破棄・紛失したパーツ」などは厳密に言えばバルク品ではない。なお、昔と比較してビデオカード・サウンドカード・LANカードなどはマザーボードに内蔵されるようになった関係上、メーカー製PCを作っているパソコンメーカーからの在庫流出が減り、バルク品としての流通はほとんどなくなった。また、それ以外のパーツも、メーカー製PCを作っているパソコンメーカーの在庫管理が昔と比較して厳しくなった事や、デスクトップPCが売れていない事などを理由に、家電メーカーなどパソコンメーカー以外でも仕入れが行われているHDDを除いて流通が少なくなっている。

## バルク品として販売されている主な品目
下記に示すように、パソコンを構成するうえで必要なパーツの多くが出回っている。
- CPU（トレイ品）
- メモリ
- 磁気ディスクドライブ
- 光学ドライブ
- ビデオカード
- サウンドカード
- 各種インタフェースカード
- LANカード
- キーボード
- マウス
- 冷却装置（ヒートシンク・扇風機・水冷システム・放熱グリス・ペルティエ素子）
- 各種ケーブル

## バルク品のメリット・デメリット

### メリット
- いずれ捨てる外装箱や、頻繁に読む必要のないマニュアルを省いているためリテール品と比較して低価格である[4]。
- 収納スペースが小さいため、故障対応のパーツをストックするうえで適切である。
- リテール品として販売される多くのCPUにはクーラーが付属しているが、バルク品には付属していないので、好みのクーラーを組み合わせるユーザにとっては無駄がなくなる。
- パーツ一つ一つの製造ロットや構成部品について厳密に選定できる（特にCPU、メモリ、ハードディスクにおいては重視される傾向）。特にCPUでは（メーカーはあくまで非推奨という立場を堅持するが）黙示的にオーバークロックへの高い耐性を示している品があり、FSBや電圧をブーストして比較的廉価に高クロック動作を楽しむことができる。
- OEM向けのカスタムが施されている場合があり、リテール品と比較して機能が追加されたり、性能が優れているものが存在する。逆にリテール品と比較して機能が省略されたり、性能が劣ったりするものも存在する[1]。

### デメリット
- ドライブ類においては包装が簡素なため、輸送中のトラブルに弱い。
- 親切丁寧なマニュアルが付属することはほとんどない。付いていても英語だったり、粗雑なレイアウトだったりする。
- どんな有名メーカーの品であったとしても、メーカー保証やサポートなどは一部の例外を除き基本的に提供されない。販売店での保証もリテール品より短い事が多く、内容はごく限られている[4]。
- 市況によって店頭で販売される現物が入れ替わるため、購入の前には店頭で現物を確認する必要がある。
- OEM向けのカスタムが施されている場合があり、リテール品と比較して機能が省略されたり、性能が劣ったりするものが存在する[1]。ビデオカードでコアクロックやメモリークロックがリテール品より低いといった事例はその代表例である[1]。ただ、その逆にリテール品にない機能が追加されていたり、リテール品より性能が上回っていることもある。

## 粗悪品の存在
バルク品であっても、名の通ったメーカーのもので、よく知られた部品を使っている製品の場合は、性能的にはまずは安心できるものが大半である。しかし、得体の知れないメーカーの製品やノーブランド品、日本市場の要求品質・性能を満たさないため日本で正式に発売されていない製品などをバルク品として販売するケースがある。この種の格安品のなかには、品質・性能が劣る「粗悪品」が含まれている場合があり、これらの粗悪品は一般に同種・同等性能の品と比べて格安である。また、取り付けられる側との相性によっては充分に動作するものもあるがその場合でも同種・同等性能として設計された優良品に比べると多少劣っている。粗悪品の存在が、バルク品全体のイメージを低下させている。
粗悪品としては次のようなものがある。
- 基板の回路設計が粗雑
- 基板上のはんだ付けが粗雑
- コネクタ部分の構造が悪い
- 使用している部品（ICやコンデンサなど）が安物
- （メモリにて）表記されている速度で正常動作しない
- （ビデオカードにて）アナログ信号がなまってしまい画質が劣る
- （サウンドカードにて）音声出力にノイズが乗る、オペアンプが悪くて音が割れる
- （LANカードにて）スループットが低い、CPUへの負担が高い

以下に示すものは粗悪品ではなく、違法な製品であるが、本項目に併記しておく。バルク品の市場が大幅に拡大した1990年代後期に違法な製品が多く出回る騒動があった。その後は減少傾向だったが、2005年になって大量のリマーク品や偽造品が出回り、販売店やユーザが被害を受けている。バルク品はリテール品に比べて外観での判断が難しい。
- 本物と見分けにくいロゴなどを装った偽造品（ハードディスク[5]、LANカード[6]など）
- 「リマーク品」と呼ばれる低い性能のCPU表面の刻印を削り取り、高い性能のCPUの刻印を転写したもの[7]

## バルク品の利用に関して
自作パソコンユーザにとってバルク品の利用は当たり前であり、バルク品として入手できる品と同等のリテール品を購入するケースは少ない。但し、リテール品の付属として有用なソフトやサービスの利用権などが同梱されていた場合、それを目当てにリテール品を買うことはあり得る。
有名メーカー製のパソコンにバルク品のハードディスクやビデオカードを取り付けて機能向上を図るケースもある。その時点でメーカー保証は失われるので自己責任のもとに行われることになる。もっとも、封緘等がなければ、追加した部品を取り外してしまえば保証規定に違反したか否かを確認することはできない。
バルク品を初めて使うときには心理的な抵抗感があるかもしれないが、そもそも今日のパソコン（PC/AT互換機）は汎用的な仕様となっており、細々とした解釈の差違や特殊性があるものの、原則に従えばバルク品であろうと、リテール品であろうと同じように動くものである。
バルク品の中でもブランドの上下関係は存在している。バルク品に不慣れの場合は周囲の情報を集め、慎重に品定めをすれば不安感は減少する。同じ製品でも小売店によって価格が大きく異なる場合もあり、慣れている人間であっても複数の品を複数の店舗で確認しており、「見つけたから即座に買う」という行動はあまり行われていない。
また、バルク品は基本的に無保証とされているが、販売店から初期不良の際の返品・交換や1ヶ月～1年程度の保証が受けられる場合があるほか、HDDのようにバルク品のような状態で販売されている商品であっても、代理店の保証書が付属しており、代理店から正規の保証が受けられる場合もある。また、RMA制度を利用することでメーカーから年単位の長期保証が得られる場合もある。バルク品の保証は販売店ごと、さらに同じ販売店でも製品のジャンルやそれぞれの製品によって大きく異なる。

## ドライバの付属しないバルク品
ビデオカードやLANカードのバルク品には、デバイスドライバや、紙媒体の説明書を付属させず販売されているケースがある。これは出荷ミスや偽造品ではなく、そもそもバルク品は大口需要家向けの製品のため、個別にデバイスドライバ等を添付しないからである。デバイスドライバや説明書は、メーカーのWebサイトなどからダウンロード入手できるので、「ユーザ自身でダウンロードして使うように」とされたものである。このような場合、例としてインターネットへの接続に必要なLANカードが故障した状態でその置き換えのためにバルク品のLANカードを購入しても、ドライバを導入する手段がなく利用できない。
ドライバは短期間のうちに複数回の改訂が行われることがあり、製品に付属させた場合、購入時にはすでに古いバージョンになっている可能性がある。つまり、ユーザが使用時にダウンロードする方式ならば、常に最新のドライバを提供できるため、メーカー・ユーザーの双方にとって都合がよい。また、ドライバを収めたインストールメディア（フロッピーディスクやCD-ROM）や説明書の印刷などにかかるコストを省くことができるため、価格の低下にも効果的に寄与している。